# Jaula para el pene

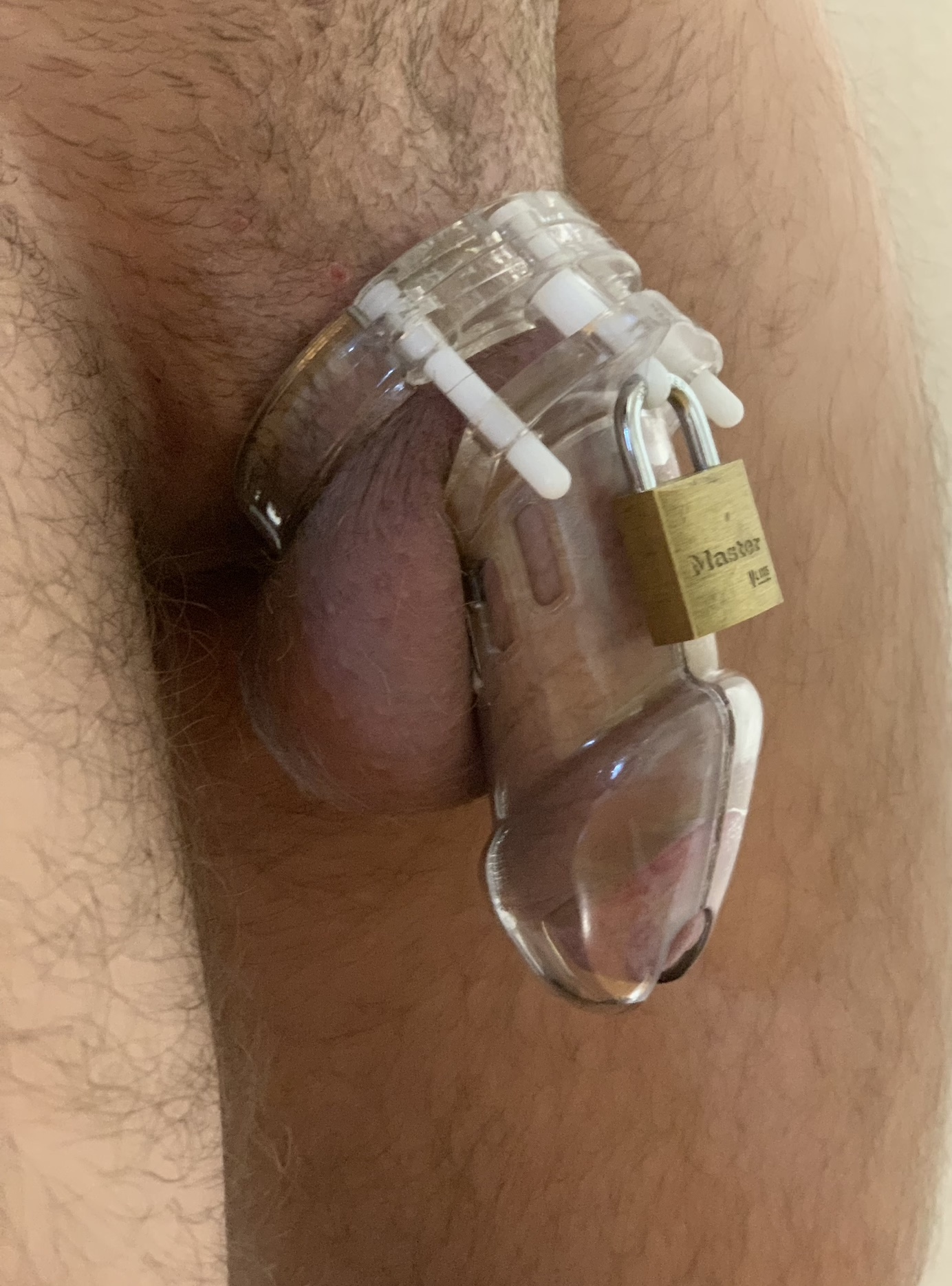
Una jaula para el pene moderna, de plástico transparente y con candado metálico

Una jaula para el pene, también conocido como jaula peneana o jaula de castidad, es un aparato que sirve como juguete sexual y cuya finalidad es evitar que un hombre pueda usar su pene erecto para un acto sexual, ya sea mediante la penetración a otra persona o la masturbación. Al igual que un cinturón de castidad, estos dispositivos pueden ser utilizados para conservar y demostrar la fidelidad hacia una pareja. Como parte de un juego de roles, dentro de la subcultura BDSM, la jaula para el pene cumple una función en el comportamiento entre dominación y sumisión, bajo reglas consensuadas y estableciendo límites claramente definidos en relación con el uso de este aparato (safe, sane and consensual, SSC), cuya finalidad es generar placer sexual recíproco entre las partes dominante y sumisa. En algunos casos y bajo esta perspectiva, emplear una jaula de este tipo sirve para regular el orgasmo de quien lo utiliza. Por otra parte, el uso no consensuado de este aparato puede ser considerado como un método de tortura y abuso sexual, con todas las implicaciones legales que esto conlleva.

## Características
Una jaula para el pene consiste, en principio, en un recipiente cilíndrico y curvo, generalmente de plástico o acero inoxidable, que se coloca sobre el pene y le permite una cierta movilidad en su interior, el cual es fijado y asegurado con un pequeño candado o cerradura de combinación para que no se pueda extraer sin una llave o una clave. Esto priva al portador de la jaula peneana del acceso a sus genitales y de la posibilidad de una erección. Por lo tanto, todos los actos sexuales deberían ser controlados por la pareja que tiene la llave, el llamado keyholder. Para la micción es utilizado un orificio en la parte frontal de la jaula, el cual debe permitir la salida directa de la orina desde la abertura de la uretra. Asimismo, por razones de seguridad, en caso de algún accidente o evitar el detector de metales, es utilizado un candado de plástico, el cual por el material más endeble que el metal, permite la rápida liberación y notoria su remoción, por lo que el portador de la llave se percataría con facilidad, si es removido. En los controles de seguridad de los aeropuertos, es común que este tipo de dispositivos sean detectados y se le consulte a los portadores de jaulas para el pene detalles al respecto, lo cual podría resultar embarazoso para el pasajero.
También existen modelos que son controlados de manera electrónica, teniendo una conexión a Internet y cuyo bloqueo y desbloqueo de la jaula puede ser manipulado mediante una aplicación móvil.

## Uso según orientación sexual
Existen diferencias en la forma en la cual las parejas experimentan con una jaula para el pene según la orientación sexual de los participantes. Para las parejas sexuales heterosexuales, es habitual que el hombre porte este dispositivo cuando la mujer cumple un rol dominante, como una dominatrix.
En el caso de las relaciones homosexuales entre hombres, sean éstos gais o bisexuales, ambos participantes estarían en las condiciones anatómicas de portar una jaula para sus respectivos penes. Cuando quien lo porta cumple un rol sexual activo, el pasivo se asegura de esta forma que su pareja no se involucre con otra persona o dominar los aspectos como la erección y la eyaculación del portador de la jaula; mientras que existen pasivos que también gustan de portar una jaula para el pene, con el objeto de sentirse sometidos y controlados.